# أولالا سشن
أولالا سشن (أسلوبا ULALA SESSION) ((هانغل: 울랄라 세션)) هي فرقة فتيان للبوب الكوري التي كسبت شعبية بعد الفوز في العرض النهائي من المسابقة  Superstar K3 عام 2013. أعضاء أولالا سشن هم: Lim Yoon-taek ، Goon jo  ، Kim Myung-hoon ، Park Seung-il ، وPark Kwang-sun .

## وصلات خارجية
- أولالا سشن على موقع ميوزك برينز (الإنجليزية)

- Posts tagged "Ulala Session" on www.allkpop.com
- Search results for "Ulala Session" on soompi.com